# Farrodes grenadae
Farrodes grenadae is een haft uit de familie Leptophlebiidae. De wetenschappelijke naam van de soort is voor het eerst geldig gepubliceerd in 1971 door William L. Peters. De soort is endemisch in Grenada.